# Mariya Yamada
Mariya Yamada (山田 まりや Yamada Mariya, nascută 5 martie 1980 în Nagoya) este o actriță japoneză.

## Viața personală
Este căsătorită cu actorul Tōru Kusano din 5 martie 2008.

## Filmografie

### Televiziune
- Ultraman Dyna (Tsuburaya Productions / 1997-1998) - Mai Midorikawa
- Ranpo R (YTV / 2004) - ep.5
- Seven Female Lawyers 2 (TV Asahi / 2008)

### Filme
- Ultraman Tiga & Ultraman Dyna | Urutoraman Tiga & Urutoraman Daina: Hikari no hoshi no senshi tachi (1998) - Super GUTS Member Mai Midorikawa
- Ultraman Tiga: The Final Odyssey (1999) - Mai Midorikawa (cameo)
- Ultraman Mebius & Ultraman Brothers (2006)- journalist

### Filme TV
- The Files of Young Kindaichi: Murder on the Magic Express (NTV / 2001)
- Gate of Flesh | Nikutai no Mon (TV Asahi / 2008)